# Quintus Sanquinius Maximus
Quintus Sanquinius Maximus (mort en 47 apr. J.-C.) est un sénateur du début de l'Empire romain qui prospère pendant le Principat.

## Famille
Son père est peut être Marcus Sanquinius, triumvir monétaire vers l'an 17.

## Biographie
Quintus Sanquinus Maximus est attesté comme consul en 39 apr. J.-C., en remplacement de l'empereur Caligula. Cependant, sur la base de la description énigmatique de Tacite de Maximus comme "ex-consul" en l'an 32, Ronald Syme affirme que ce consulat attesté est son deuxième, et qu'il est consul en l'an 28. Selon Eva Tobalina Oraa, son premier consulat date de 21/22.
Si Maximus détient deux consulats, alors il est la première personne non membre de la maison impériale à recevoir cet honneur depuis 26 av. Seuls deux autres hommes ne faisant pas partie de la maison impériale des Julio-Claudiens -- Lucius Vitellius, consul en 34, 43 et 47, et Marcus Vinicius, consul en 30 et 45 sont connus pour avoir atteint le consulat plus d'une fois entre cette année-là et la dynastie flavienne, lorsque les consulats multiples deviennent moins rares.
Le premier acte enregistré de Sanquinius Maximus remonte à 32, lorsqu'il défend deux consuls qui tenaient les faisceaux l'année précédente, Publius Memmius Regulus et Lucius Fulcinius Trio, contre la poursuite du delator Decimus Haterius Agrippa. Trio, un allié du puissant préfet du prétoire Séjan, et Regulus se sont constamment disputés pendant leur mandat commun et se sont menacés de se poursuivre mutuellement. Au cours du procès, Agrippa demande pourquoi les deux, qui se sont menacés pendant leur mandat, se taisent maintenant. Trio répond qu'il vaut mieux effacer le souvenir des rivalités et des querelles entre collègues. Maximus profite de la réponse de Trio et propose que le Sénat reporte le jugement de cette poursuite à l'empereur, évitant ainsi un nouveau conflit qui augmenterait les inquiétudes de l'empereur. « Cela assure la sécurité de Regulus et l'ajournement de la ruine de Trio », nous dit Tacite, et ajoute, « Haterius en est d'autant plus haï ».
En 39, la même année que Sanquinius Maximus accède au consulat, il est également nommé préfet de Rome, fonction qu'il occupe jusqu'en l'an 41. Quelques années plus tard, il est nommé gouverneur de la province impériale de Germanie inférieure, où il meurt en l'an 47, vers la fin de son mandat.